# Война арманьяков и бургиньонов
Война́ арманья́ков и бургиньо́нов (фр. La guerre civile entre Armagnacs  et Bourguignons) — гражданская война на территории Франции между феодальными группировками арманьяков и бургиньонов, которая происходила с 1407 по 1435 год. Она происходила на фоне Столетней войны и конфликтов, к которым привёл Великий западный раскол.
Арманьяками назывались приверженцы Орлеанской ветви династии Валуа, т. н. Орлеанский дом, во главе с графом д’Арманьяк Бернаром VII (давшим имя всей партии).
Бургиньоны — сторонники Бургундской ветви той же династии Валуа, т. н. младший Бургундский дом (герцоги Бургундии — потомки Филиппа II Смелого).
Конфликт между правителями Бургундии и Людовиком Орлеанским начался ещё при жизни первого герцога Бургундского из династии Валуа Филиппа Смелого. Между дядей и племянником в то время шла завуалированная борьба за влияние на короля Франции Карла VI. Кризис в отношениях бургиньонов и арманьяков произошёл, когда после смерти Филиппа Смелого его наследник Жан Бесстрашный не смог сохранить позиции своего отца в управлении Францией.
Стремление соперников арманьяков «восстановить справедливость» привело к тому, что в 1407 году герцог Бургундии Жан Бесстрашный организовал убийство герцога Людовика Орлеанского, после чего партия бургиньонов сохраняла первенство вплоть до 1413 года, когда отряды арманьяков взяли Париж. После этого власть перешла к арманьякам. В 1418 году в результате восстания в Париже арманьяки лишились власти, контроль над столицей перешёл в руки бургиньонов. После 1418 года во Франции существовали два параллельных правительства — бургиньонов с номинальной главой Изабеллой Баварской и арманьяков во главе с дофином Карлом.
На фоне этой феодальной междоусобицы англичане в 1415 году возобновили военные действия против Франции в ходе Столетней войны. После договора в Труа в 1420 году бургиньоны становятся союзниками англичан.
Финалом истощавшей Францию борьбы двух группировок стал Аррасский договор 1435 года. По условиям договора герцог Бургундии Филипп III Добрый признал короля Франции Карла VII своим сюзереном, взамен получив независимость и присоединив к своим владениям Пикардию.

## В культуре
Война арманьяков и бургиньонов описана в романе Александра Дюма «Изабелла Баварская» (1835).